# Savage Poetry
Savage Poetry е самоиздаден албум на германската пауър метъл група Едгай, често считан за демо. Издаден е през 1995 г. и е преиздаден през 2000 г. с песента „Key To My Faith“ като трета песен. 

## Списък с песните
Албумът включва девет песни и е с дължина 54 минути: 
1. Key to My Fate – 4:36
2. Hallowed – 6:30
3. Misguiding Your Life – 4:11
4. Sands of Time – 5:07
5. Sacred Hell – 6:09
6. Eyes of the Tyrant – 8:32
7. Frozen Candle – 7:57
8. Roses to No One – 5:48
9. Power and Majesty – 5:10

Общо: 54:00

## Персонал
- Тобиас Замет – вокали, бас, клавишни
- Йенс Лудвиг – китари
- Дирк Зауер – китари
- Доминик Щорх – барабани